# Siphona tristis
Siphona tristis là một loài ruồi trong họ Tachinidae.